# 横田空域
横田空域（よこたくういき、英語: Yokota Airspace）は、東京都、埼玉県、群馬県、栃木県、福島県、新潟県、長野県、山梨県、静岡県、神奈川県の1都9県にまたがる高度12,000フィート（約3,700m）から最高23,000フィート（約7,000m）の空域の通称。正式名称は横田進入管制区（よこたしんにゅうかんせいく）。横田飛行場（米空軍・空自横田基地）に対して設けられた進入管制区であり、2024年現在、在日米軍がこの空域の管制業務を行っている。

## 概要

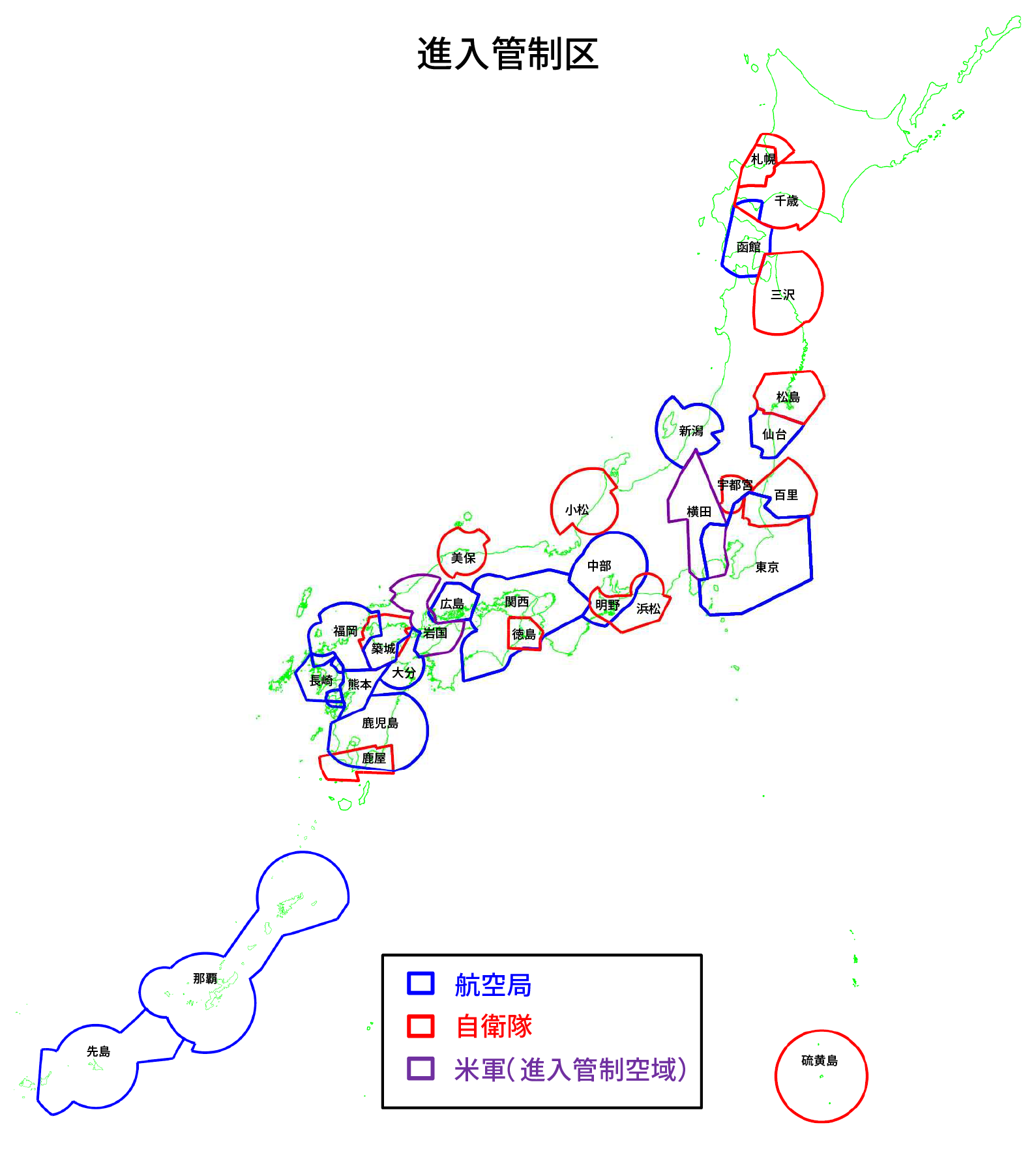
2023年4月現在の日本における進入管制区

計器飛行方式（IFR）による出発機・到着機が多い空港には、安全のために「進入管制区」が設けられる。2023年現在、日本には30か所の進入管制区が設けられており、日本国内の進入管制区は国土交通省管轄が14か所、防衛省（自衛隊）管轄が14か所、米軍管轄が横田進入管制区と岩国進入管制区の2か所となっている。このうち横田飛行場に対して設けられているのが横田進入管制区（横田ラプコン）、通称「横田空域」であり、エリア内に存在する飛行場（横田基地、厚木海軍飛行場、キャンプ座間、入間基地、立川飛行場、調布飛行場）を発着する航空機と空域を通過する航空機に対して米軍が航空管制を行っている。
日本国内の他の空域では国土交通省あるいは自衛隊の指示を受ける必要があるが、横田空域を飛行する航空機は原則として米軍の指示を受ける必要がある。

## 横田空域の歴史と段階的返還
1975年（昭和50年）の日米合同委員会による「航空交通管制に関する合意」において、「日本政府は、米国政府が地位協定に基づきその使用を認められている飛行場およびその周辺において引続き管制業務を行うことを認める」とされた。これにより、日本占領時代に開始された米軍による管制が継続されることになった。
1992年（平成4年）6月、羽田空港の拡張に対応するため、空域のうち10%（日野市から三浦半島にかけての南側一部）が削減（返還）された。
2007年（平成19年）5月、横田空域管制施設に日本側（自衛隊）の管制官が併設されるようになった。
2008年（平成20年）9月25日、南側の一部（20%）が返還された。これに伴って羽田空港の出発経路が改訂された。国土交通省によれば、行先によって異なるものの、最大で5分、平均で3分の時間短縮効果があるという。
2019年（令和元年）、東京オリンピック・パラリンピックの開催に伴い羽田空港の旅客数が増大すると見込まれたことにより、発着経路の見直しが行われた。この際、都心上空を経由して北から羽田に進入する経路を設定するには横田空域内を通過する必要があり、当初米軍は難色を示していた。日本側が「新ルートを設定できなければ、オリンピックの運営に支障が出かねない」と理解を求めた結果、最終的にはアメリカ側が受け入れることになった。これにより、新ルートは横田空域内を通過するものの、国土交通省が管制を行うようになっている。

## 民間機の飛行と影響
横田空域は「アメリカ軍が占領している禁止空域や制限空域である」と誤解されることがあるが、それは事実ではない。進入管制区は米軍の排他的使用が認められる空域ではなく、飛行禁止区域でもないため、日本の民間航空機も飛行可能である。

### 横田空域内を通過する民間機
横田空域は管制空域上、「クラスE」に分類されている。そのため、有視界飛行方式で飛行する航空機（消防庁や警視庁のヘリコプター、各種事業用航空機など）はクリアランスなしで飛行が可能であり、これはアメリカ軍の許可なく飛行できることを意味する。例えば、日本のマスコミによる報道ヘリコプターが横田基地上空を飛行・空撮する例や、グライダーなど有視界飛行で運航される小型航空機が横田の管制と連絡を取って飛行する例がある。
民間旅客機など、計器飛行方式で飛行する航空機は事前の許可が必要になるが、これは計器飛行方式であれば他の空域でも同様のことであり、横田空域に限った話ではない。
また、事前の協議や調整によって、横田空域内に民間機の飛行経路が設定されることもある。例えば、2008年に空域が削減される前の時点でも、羽田発の大阪（伊丹・関西）行きの定期便が横田空域内を通過していたほか、現在も調布飛行場を発着する東京都島嶼部への定期便（IFRによる運航）や前述の羽田空港着陸便が横田空域を飛行している。

### 運航への影響
しかしながら、横田空域が民間機の運航に少なからず影響を与えてきたのは事実である。例えば、飛行経路の設定には米軍との協議が必要であるため、従来の羽田発の民間機は東京湾上空で高度を稼いだ上で横田空域の上空を飛行し、空域内の飛行を避けていた。定期便を運航する日本の航空会社による任意の業界団体である定期航空協会は、2006年5月に横田空域の早期返還に関する要望を外務大臣、防衛庁長官、国土交通大臣、内閣官房長官に提出している。これらの状況を踏まえ、2006年（平成18年）には当時の小泉政権が「横田空域の存在が民間航空交通に影響を与えている」として、「安全かつ円滑な航空交通管制を実施するためには、少なくとも横田空域の削減が必要である」と答弁している。東京都も同様の認識を示し、日本による一体的な航空管制が必要であるとして、国に空域の全面返還を働きかけた。その後、2007年には横田ラプコンへ航空自衛隊の管制官併置が開始されたほか、2008年には空域の一部削減も実施された。
また、千葉県はWebサイトにて、羽田空港への着陸機が千葉県上空を飛行する理由として横田空域の存在を挙げている。
元航空管制官の園山耕司によれば、2010年時点で羽田空港から西に向かう出発経路は横田空域の上あるいは中を通過できるため、問題はほとんどないという。ただし、西からの到着経路に関しては横田空域の南辺外を回って、東京湾の入口と房総半島南端の狭隘域から進入する必要があり、依然として難点が残っているとしている。

## 空域内での訓練
前述の通り、横田空域は進入管制区であり、訓練用の空域ではない。しかし、アメリカ軍がC-130輸送機やヘリコプターの周回飛行を行った記録があり、毎日新聞は実態としては訓練の場として活用されている可能性があると指摘している。

## 返還に関する政治の動き
日本政府は再三にわたって返還を求めており、「日本による一体的な航空管制が行われるべきである」との姿勢を示している。また、東京都は横田基地の軍民共用化を推進するとともに、横田空域の全面返還を国に働きかけている。
日本共産党は「日本の空の主権が侵害されている」として全面返還を求めている。立憲民主党は空域の縮小を求めている。れいわ新選組は「管制権、航空法など国内法の適用など」を求めるとしている。

### 返還に伴う新たな問題
横田空域の削減・返還によって羽田空港の発着経路の自由度が高まるということは、これまで横田空域の下に存在していた地域の上空に民間定期便の飛行ルートが設定可能になるということでもある。千葉県や大田区など、横田空域の返還（削減）によって新たに設定されたルート下に位置する自治体では、これに伴って発生する騒音問題から、ルートの撤回や見直しを求める声もある。